# Hilda Lindstedt
Hilda Sofia Lindstedt, född 24 juli 1881 i Dorpat, död 2 april 1971 i Stockholm, var en svensk bibliotekarie.
Hilda Lindstedt var dotter till Anders Lindstedt. Efter mogenhetsexamen vid lyceum för flickor 1901 arbetade hon 1901–1902 som anställd vid kommittén angående skandinaviska dödlighetstabeller och var 1902–1906 första biträde vid Skandinaviska kommittén angående försäkring av ickenormala risker. Lindstedt var 1907–1911 extra assistent vid Kungliga Vetenskapsakademiens bibliotek. Hon studerade 1907–1909 vid Uppsala universitet och var samtidigt 1907–1914 tillförordnad amanuens vid Kungliga Tekniska högskolan och var 1910 extra elev vid skolan. 1910–1911 var Lindstedt anställd vid Handelshögskolan i Stockholms bibliotek, 1914–1930 tillförordnad bibliotekarie vid Kungliga Tekniska högskolans bibliotek, 1930–1946 bibliotekarie och chef där och från 1946 tillförordnad överbibliotekarie vid biblioteket. Samtidigt var Lindstedt 1916–1919 anställd vid Väg- och vattenbyggnadsstyrelsen och bibliotekarie där 1920–1924. Hon var inskrevs 1925 vid Stockholms högskola, var 1928–1948 föreläsare vid skolöverstyrelsens biblioteksskola, ledamot av styrelsen för Sveriges allmänna biblioteksförening, vice ordförande i styrelsen för Tekniska litteratursällskapet 1936–1945 och ledamot av styrelsen där 1945–1948, svenskt ombud vid Federation internat de documentations konferens i Oxford och London 1939, korresponderande ledamot av Federation internat de documentationsråd 1938–1946, ledamot av Federation internat de documentations och Federation international des associations de bibliothécaires kommitté för specialbibliotek 1939–1946 och blev 1950 hedersledamot av Federation internat de documentation. Lindstedt var även vice ordförande i styrelsen för Sveriges vetenskapliga specialbibliotekariers förening 1945–1946 och blev hedersledamot av Svenska Bibliotekariesamfundet 1968.
Hilda Lindstedt tilldelades 1946 Illis Quorum. Hon är begravd på Norra begravningsplatsen utanför Stockholm.